# Marinus Heijnes
Marinus Heijnes, ook wel Mari(n)us Heynes of Marius Heijnes, (Amsterdam, 8 maart 1888 - Kaag, 12 februari 1963), was een Nederlandse kunstschilder. Hij wordt beschouwd als een navolger van de Haagse School. Naast schilder was hij ook etser, tekenaar en aquarellist.

## Leven en werk
Marinus Heijnes volgde zijn kunstopleiding aan de Quellinusschool in Amsterdam. Na enige tijd in Zwitserland en Italië te hebben gewerkt, keerde hij naar Nederland terug. Hij heeft het grootste gedeelte van zijn leven in Kaag gewoond en gewerkt, waar hij in 1963 overleed. In de jaren 1927-1929 woonde hij in Noordwijk, in 1931 korte tijd in Sassenheim. Heijnes werkte ook geregeld te Moergestel waar hij een woonwagen bezat. Hij maakte enkele studiereizen naar de Rivièra en Bretagne, in de jaren na de oorlog reisde hij regelmatig naar Zweden. Hij was getrouwd met onderwijzeres Charlotte Isabelle Francina Agnes van Bergem en zij kregen vier kinderen. Zijn zoon Theodoor Heynes (1920-1990) was ook kunstschilder.
Heijnes maakte aquarellen en werkte ook met olieverf. Hij heeft ook expressionistisch aandoende werken gemaakt waarmee hij klanken uitbeeldde. Deze werken ontvingen zowel lovende als afwijzende kritieken.
Heijnes schilderde veel in de buitenlucht op locatie. De schilderijen hebben regelmatig een Hollands waterlandschap als onderwerp. Deze waterlandschappen tonen vaak dotterbloemen, waterlelies en rietpluimen. Daarnaast schilderde hij de Brabantse heide, Amsterdamse grachtgezichten, Franse en Zweedse kustgezichten en (kinder)portretten. In de jaren veertig was hij lid van Kunst Zij Ons Doel uit Haarlem.
In december 2012 is in verband met zijn vijftigste sterfdag een overzichtstentoonstelling georganiseerd in de Stal-Schuur op de Kaag.

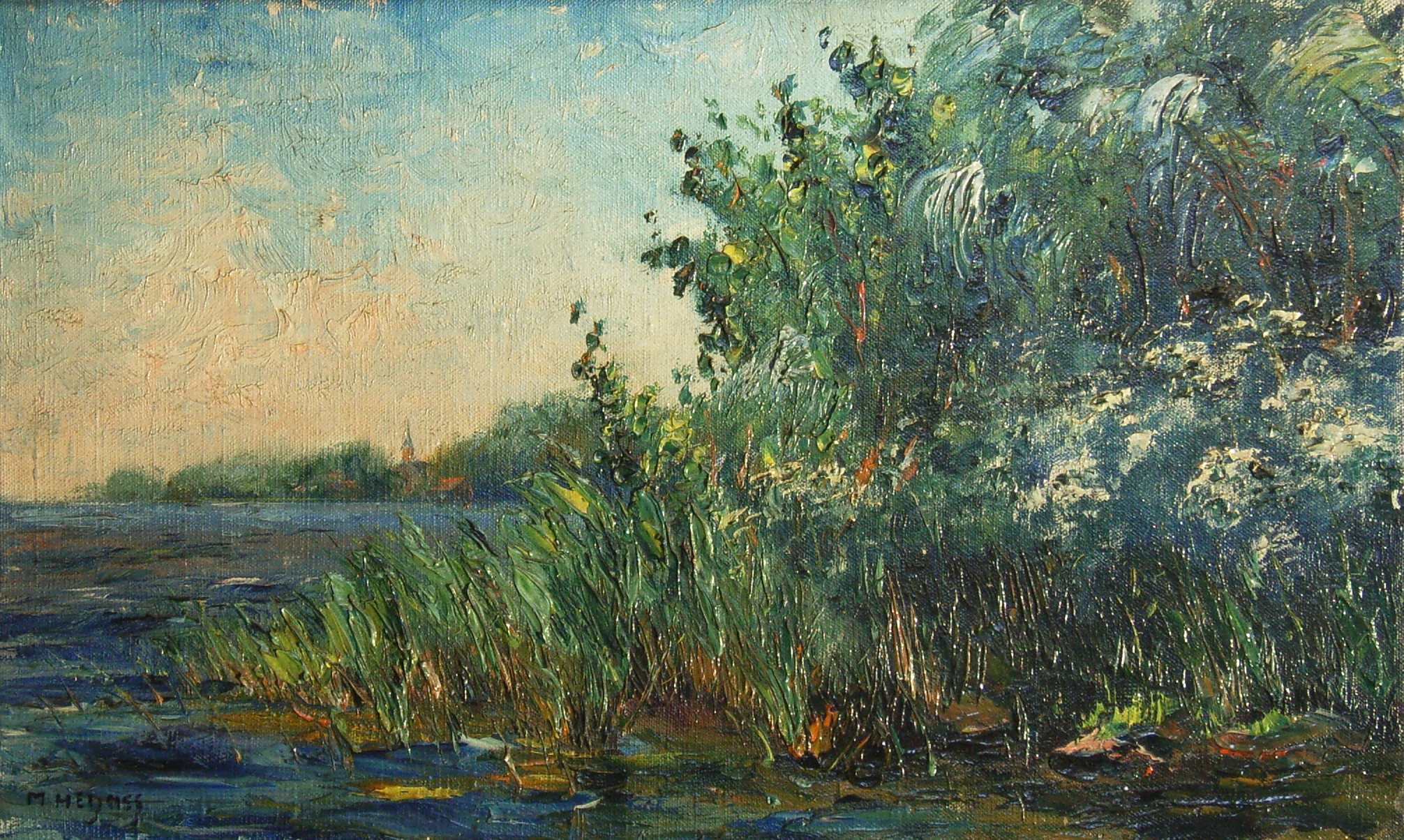
Rietkraag op Lombok nabij Kaag